# Tiverton
Tiverton è una città degli Stati Uniti d'America, nella Contea di Newport, nello Stato del Rhode Island.
La popolazione era di 15.260 abitanti nel censimento del 2000.

## Amministrazione

### Gemellaggi
- Nuuk